# Lista de cidades da Virgínia
Lista de cidades do estado da Virgínia, Estados Unidos.

## A
- Abingdon
- Accomac
- Alberta
- Alexandria
- Altavista
- Amherst
- Appalachia
- Appomattox
- Ashland

## B
- Bedford
- Belle Haven
- Barryville
- Big Stone Gap
- Blacksburg
- Blackstone
- Bloxom
- Bluefield
- Boones Mill
- Bowling Green
- Boyce
- Boydton
- Boykins
- Branchville
- Bridgewater
- Bristol
- Broadway
- Brodnax
- Brookneal
- Buchanan
- Buena Vista
- Burkeville

## C
- Cape Charles
- Capron
- Cedar Bluff
- Charlotte Court House
- Charlottesville
- Chase City
- Chatham
- Cheriton
- Chesapeake
- Chilhowie
- Chincoteague
- Christiansburg
- Claremont
- Clarksville
- Cleveland
- Clifton
- Clifton Forge
- Clinchco
- Clinchport
- Clintwood
- Coeburn
- Colonial Beach
- Colonial Heights
- Columbia
- Courtland
- Covington
- Craigsville
- Crewe
- Culpeper
- Campo Alegre

## D
- Damascus
- Danville
- Dayton
- Dendron
- Dillwyn
- Drakes Branch
- Dublin
- Duffield
- Dumfries
- Dungannon

## E
- Eastville
- Edinburg
- Elkton
- Emporia
- Exmore

## F
- Fairfax
- Falls Church
- Farmville
- Fincastle
- Floyd
- Franklin
- Fredericksburg
- Fries
- Front Royal

## G
- Galax
- Gate City
- Glade Spring
- Glasgow
- Glen Lyn
- Gordonsville
- Goshen
- Gretna
- Grottoes
- Grundy

## H
- Halifax
- Hallwood
- Hamilton
- Hampton
- Harrisonburg
- Haymarket
- Haysi
- Herndon
- Hillsboro
- Hillsville
- Honaker
- Hopewell
- Hurt

## I
- Independence
- Iron Gate
- Irvington
- Ivor

## J
- Jarratt
- Jonesville

## K
- Keller
- Kenbridge
- Keysville
- Kilmarnock

## L
- La Crosse
- Lawrenceville
- Lebanon
- Leesburg
- Lexington
- Louisa
- Lovettsville
- Luray
- Lynchburg

## M
- Madison
- Manassas
- Manassas Park
- Marion
- Martinsville
- McKenney
- Melfa
- Middleburg
- Middletown
- Mineral
- Mystic falls
- Monterey
- Montross
- Mount Crawford

- Nassawadox
- New Castle
- New Market
- Newport News
- Newsoms
- Nickelsville
- Norfolk
- Norton

## O
- Occoquan
- Onancock
- Onley
- Orange

## P
- Painter
- Pamplin City
- Parksley
- Pearisburg
- Pembroke
- Pennington Gap
- Petersburg
- Phenix
- Pocahontas
- Poquoson
- Port Royal
- Portsmouth
- Pound
- Pulaski
- Purcellville

## Q
- Quantico

## R
- Radford
- Remington
- Rich Creek
- Richlands
- Richmond
- Ridgeway
- Roanoke
- Rocky Mount
- Round Hill
- Rural Retreat

## S
- Salem
- Saltville
- Saxis
- Scottsburg
- Scottsville
- Shenandoah
- Smithfield
- South Boston
- South Hill
- Stanardsville
- Stanley
- Staunton
- Stephens City
- Stony Creek
- Strausburg
- Suffolk
- Surry

## T
- Tangier
- Tappahannock
- Tazewell
- The Plains
- Timberville
- Toms Brook
- Troutdale
- Troutville

## U
- Urbanna

## V
- Victoria
- Vienna
- Vinton
- Virgilina
- Virginia Beach

## W
- Wachapreague
- Wakefield
- Warrenton
- Warsau
- Washington
- Waverly
- Waynesboro
- Weber City
- West Point
- White Stone
- Williamsburg
- Winchester
- Windsor
- Wise
- Woodstock
- Wytheville